# Открытая система (физика)
Открытая система в физике — физическая система, которую нельзя считать закрытой по отношению к окружающей среде в каком-либо аспекте — информационном, вещественном, энергетическом и т. д. Открытые системы могут обмениваться веществом, энергией, информацией с окружающей средой.
Понятие открытой системы является одним из основных в синергетике, неравновесной термодинамике, в статистической физике и в квантовой механике.
Термодинамические открытые системы активно взаимодействуют с внешней средой, причем наблюдатель прослеживает это взаимодействие не полностью, оно характеризуется высокой неопределённостью. При определённых условиях такая открытая система может достигать стационарного состояния, в котором её структура или важнейшие структурные характеристики остаются постоянными, в то время как система осуществляет со средой обмен веществом, информацией или энергией — этот процесс называется гомеостазом. Открытые системы в процессе взаимодействия со средой могут достигать так называемого эквифинального состояния, то есть состояния, определяющегося лишь собственной структурой системы и не зависящего от начального состояния среды. Такие открытые системы могут сохранять высокий уровень организованности и развиваться в сторону увеличения порядка и сложности, что является одной из наиболее важных особенностей процессов самоорганизации.
Открытые системы имеют важное значение не только в физике, но и в общей теории систем, биологии, кибернетике, информатике, экономике. Биологические, социальные и экономические системы необходимо рассматривать как открытые, поскольку их связи со средой имеют первостепенное значение при их моделировании и описании.